# Herdeiros de Alberto Cunhal Patrício
Herdeiros de Alberto Cunhal Patrício é um ganadaria portuguesa.

## História
Em 1949 iniciou Alberto Cunhal Patrício esta ganadaria, mantendo a tradição familiar de mais de um século na criação de gado bravo, através da aquisição de um lote da ganadaria Emílio Infante da Câmara, por partilhas desta, com origem Alves do Rio.
Ainda na década de 1950 adquire o direito a ferro e a divisa da Unión de Criadores de Toros de Lídia.
O efetivo é aumentado com vacas de António Oliveira Durão (1954) e, posteriormente, com reses de Oliveiras Irmãos (1967). Em 1971 a ganadaria passa a anunciar-se com o nome de Herdeiros de Alberto Cunhal Patrício, e é efetuada nova introdução de vacas e sementais de Coimbra, antes Alves do Rio (1983), de Oliveiras Irmãos (1988) e José Luís de Vasconcellos e Souza d'Andrade, esta última com origem Assunção Coimbra.
Na história desta ganadaria estão os incontáveis e assinaláveis êxitos conquistados nas praças espanholas, nas décadas de 1960 e 70, tendo sido lidada por grandes figuras do toureio.
- Estreia: Tomar, 1953

## Encaste atual
Atualmente o efetivo é o resultado do cruzamento entre encastes de Pinto Barreiros e Tamarón, apresentando animais de tamanho médio, com cabos finos, cachaço bem desenvolvido, córneas abrochadas, variando as pelagens dentre o negro, negro listão, chorreado ou raiado, colorado, entrepelado e bragados.